# Чирково (Татарстан)
Чирково — село в Бугульминском районе Татарстана. Входит в состав Ключевского сельского поселения.

## География
Находится в юго-восточной части Татарстана на расстоянии приблизительно 13 км на восток-северо-восток по прямой от районного центра города Бугульма.

## История
Основано в конце XVIII века, в 1845 году здесь была построена Дионисиевская церковь, в начале XX века работал мыловаренный заводик.

## Население
Постоянных жителей было: в 1859 году- 641, в 1889—1135, в 1897—1053, в 1910—983, в 1920—1135, в 1926—1063, в 1938—680, в 1949—529, в 1958—562, в 1970—268, в 1979—190, в 1989—193, в 2002 году 162 (русские 99 %), в 2010 году 154.